# NGC 6101
NGC 6101（Caldwell 107）は、ふうちょう座の球状星団である。各々の恒星を解像するには、少なくとも20cmの口径の望遠鏡が必要である。